# Habent sua fata libelli
Habent sua fata libelli latinska je izreka koja znači "Knjige imaju vlastitu sudbinu".

## Porijeklo i značenje
Ova rečenica (točnije, dio rečenice) potječe iz nepotpuno očuvane poučne pjesme "De litteris, de syllabis, de metris" ("O slovima, o slogovima, o metrima") antičkog gramatičara Terencijana Maura (lat. Terentianus Maurus, vjerojatno krajem II. st. n. e.).  "Habent sua fata libelli" nalazi se u stihu 1286, koji u cijelosti glasi:
Pro captu lectoris habent sua fata libelli
"Sposobnosti shvaćanja čitatelja određuju sudbinu knjiga"
Značenje u kojem se izreka, kao dio općekulturne baštine, najčešće upotrebljava danas ("nikad ne znaš što se sve može dogoditi s nekom knjigom") jest, dakle, nešto drugačije od značenja u izvornom kontekstu kod Terencijana Maura.

## Moderne pojave
James Joyce, u pismu (A letter from Mr. Joyce to the Publisher, "Pismo g. Joycea izdavaču"): "[...] however, they have given my book in print a life of its own. Habent sua fata libelli!" ("pa ipak, mojoj su tiskanoj knjizi dali vlastiti život.  Habent sua fata libelli!")
Walter Benjamin ovu izreku koristi u eseju o kolekcionarstvu, "Ich packe meine Bibliothek aus" ("Raspakiravam svoju knjižnicu", 1931).
Ranko Marinković navodi ovu izreku u romanu Kiklop, spominje je Maestro pričajući Melkioru Tresiću o tome kako je poklonio i podijelio sve svoje knjige.